# Peter Koser
Peter Koser (* 14. Dezember 1834 in Lampertheim; † 13. September 1891 in Darmstadt) war ein katholischer Priester und von 1869 bis 1889 Pfarrer in Gau-Algesheim.

## Leben
Nachdem Koser seine schulische Ausbildung beendet und angefangen hatte, Theologie zu studieren, empfing er am 12. August 1859 die Priesterweihe. Seine Jahre als Kaplan verbrachte er in Gau-Bickelheim und Darmstadt. 1866 wurde er zum Pfarrverwalter der Pfarrei Wald-Michelbach bestellt und war danach für kurze Zeit Pfarrer in Ober-Ingelheim. Am 1. Oktober 1869 übertrug der Mainzer Bischof Wilhelm Emmanuel von Ketteler Koser die Leitung der Pfarrei Gau-Algesheim, die über einen längeren Zeitraum von einem Pfarrverwalter betreut worden war und die Koser bis 1889 innehatte. Von Gau-Algesheim wurde er nach Darmstadt in die Pfarrei St. Ludwig versetzt, wo er am 13. September 1891 starb. Sein Leichnam wurde nach Gau-Algesheim überführt und in der Pfarrkirche in Anwesenheit des Mainzer Bischofs beigesetzt. 1894 erhielt eine Straße im Anschluss an den Stadtkern den Namen „Koserstraße“.

## Leistungen
Das kirchliche und gesellschaftliche Leben der Stadt Gau-Algesheim wurde seit 1869 von Koser geprägt. Folgende Einrichtungen verdanken ihre Existenz seiner Initiative und beharrlichen Betreuung:
- Die Zeitung „Rheinischer Volksbote“ erschien zweimal wöchentlich und vertrat vor allem in der Zeit des Kulturkampfes dezidiert die Positionen der Katholischen Kirche und der 1870 gegründeten Zentrumspartei. Am 15. September 1869 erschien das Probeblatt der Zeitung, die bis 1923 Bestand hatte. Während seiner Gau-Algesheimer Zeit schreibt Koser die Mehrzahl der Leitartikel. 1870 erscheint in den Verlagen Franz Kirchheim, Mainz und Reidel, Gau-Algesheim ohne Autorenname Kosers Vortrag „Der Clerus und seine Aufgabe gegenüber der Tagespresse. Conferenz-Vortrag eines Priesters der Diöcese Mainz“.
- Eine katholische höhere Lehranstalt (Präperandie), die ihren Betrieb am 23. Oktober 1871 mit drei Jahrgangsklassen aufnahm und bis 1884 bestand.
- Das „Hilfs-Comité für Kriegsverletzte“ im Verbreitungsgebiet des Rheinischen Volksboten während des Deutsch-Französischen Krieges 1870/71.
- Der 1871 gegründete „Katholische gesellige Verein“, dessen Vortragsprogramm Themen aus Gesellschaft, Wirtschaft und Politik umfasste und der einen Lesezirkel mit einer Vereinsbücherei unterhielt.
- Ein „Krankenverein“ (1872) und ein „Sterbeverein“ (1873), die später fusionierten und bis zum Ersten Weltkrieg aktiv waren.
- Der „Credit- und Sparverein Gau-Algesheim“ (1878).
- Eine Aktiengesellschaft zur Gründung einer „Kleinkinderbewahranstalt“, mit deren Hilfe am 7. Juli 1881 diese Erziehungs- und Bildungseinrichtung und ein Jahr später eine „Nähschule für Mädchen“ errichtet werden konnten.
- Der „Armenverein“, der bereits im Gründungsjahr 1882 über 200 Mitglieder zählte, die zwischen einer und vierzig Mark jährlich einzahlten.
- Der „Bauernverein Gau-Algesheim“, verbunden mit einem „Consumverein“ (1884).
- Der Kirchenmusikverein (1888).
- Der Neubau der Katholischen Pfarrkirche St. Cosmas und St. Damian (1887/1889).